# NGC 66
NGC 66是鲸鱼座的一個漩渦星系。星等為13.4，赤經為19分04.9秒，赤緯為-22°56'11"。1886年由法蘭克·穆勒首次發現，含有廣大的电离氢区。此星系離地球較遠，估算其大小時，需要考慮宇宙的膨脹幅度，估算值達130000光年。此星系中心之外，有某個無線電波源，旋臂上亦有紅外線源。